# Yolanda Chen
Yolanda Chen (russe : Иоланда Чен; née le 26 juillet 1961 à Moscou) est une athlète russe spécialiste du saut en longueur et du triple saut.

## Carrière
Concourant sous les couleurs de l'URSS dans les années 1980, Yolanda Chen établit la meilleure marque de sa carrière au saut en longueur en 1988 avec 7,16 m. Elle remporte la médaille d'argent des Championnats d'Europe en salle 1989 et se classe cinquième de la finale des Championnats d'Europe 1990.
Le triple saut féminin intégrant le programme des Jeux olympiques de 1996, la Russe décide de se consacrer exclusivement à cette discipline dès le début des années 1990. Son père, Yevgeniy Chen, a fait partie des meilleurs spécialistes européens du triple-saut dans les années 1950. Possédant un record personnel à 13,72 m en 1992, la Russe établit un nouveau record du monde du triple saut avec la marque de 14,97 m le 18 juin 1993 à Moscou, améliorant de deux centimètres l'ancienne meilleure marque mondiale de la Soviétique Inessa Kravets. Elle se classe deuxième des Championnats du monde de Stuttgart derrière sa compatriote Anna Biryukova, nouvelle détentrice du record du monde avec 15,09 m.
En 1995, Yolanda Chen remporte la médaille d'or des Championnats du monde en salle de Barcelone où elle établit un nouveau record du monde indoor de la discipline avec 15,03 m.

## Palmarès
| Année | Compétition                    | Lieu      | Place | Épreuve          |
| ----- | ------------------------------ | --------- | ----- | ---------------- |
| 1989  | Championnats d'Europe en salle | La Haye   | 2e    | Saut en longueur |
| 1990  | Championnats d'Europe          | Split     | 5e    | Saut en longueur |
| 1993  | Championnats du monde en salle | Toronto   | 2e    | Triple saut      |
| 1993  | Championnats du monde          | Stuttgart | 2e    | Triple saut      |
| 1995  | Championnats du monde en salle | Barcelone | 1re   | Triple saut      |
| 1995  | Championnats du monde          | Göteborg  | 11e   | Triple saut      |